# 陳汝鍵
陳汝鍵為中國清朝武官官員，本籍福建。1746年（乾隆11年）奉旨調任前往台灣，接任施必功擔任台灣鎮總兵。是台灣清治時期此期間，受台灣道制約的台灣地區最高軍事首長。